# Tetraria burmanni
Tetraria burmanni är en halvgräsart som först beskrevs av Vahl, och fick sitt nu gällande namn av Charles Baron Clarke. Tetraria burmanni ingår i släktet Tetraria och familjen halvgräs. Inga underarter finns listade i Catalogue of Life.